# أحمد بن حلي
أحمد بن حلي هو دبلوماسي جزائري سابق شغل منصب نائب الأمين العام لجامعة الدول العربية حتى وفاته سنة 2017، كما كان رئيس القطاع السياسي في الأمانة العامة لجامعة الدول العربية، ورئيس إدارة مجلس الجامعة. إضافة إلى ذلك، أشرف ابن حلي على الأمانة الفنية للمجلس الاقتصادي والاجتماعي.
كان ابن حلي ثاني شخصية تتولى هذا المنصب بعد التونسي نور الدين حشاد، وهو النائب الوحيد الذي تم التجديد له نظرًا لكفاءته وخبرته الطويلة في منظومة العمل العربي المشترك.
وتدرج بن حلي في عمله كمستشار للأمين العام للجامعة العربية، ثم كأمين عام مساعد أثناء فترة تولي عصمت عبد المجيد، ثم كنائب للأمين العام في عهد عمرو موسى، كما عمل قبل ذلك سفيرًا لبلاده في السودان.

## حياته
ولد أحمد بن حلي في بلدية الخميس في ولاية تلمسان في 26 أغسطس 1940، وتابع دراسته الابتدائية في مدرسة القرية وفي الكتاب، ودراسته الإعدادية وجزءًا من التعليم الثانوي في مدينة وجدة بالمملكة المغربية بالمدرسة الحرة زيري بن عطية ومدرسة القرآن الكريم وثانوية الوحدة.
التحق بصفوف جيش التحرير الوطني سنة 1960 حيث تدرب على فنون حرب العصابات وإزالة الألغام بمركز التدريب العسكري بمدينة كبدانة بالمغرب ثم انتقل إلى عمليات الحدود المغربية الجزائرية بالفيلق الرابع التابع لجيش التحرير الوطني الجزائري في احفير ثم في سبدو بجبل عصفور، وترقى لدرجة مساعد أول. وقبيل الاستقلال استدعى إلى مقر القيادة العليا لجيش التحرير بوجدة حيث عمل سكرتير في المكتب المركزي للعد BCE مع فريق من المسؤولين البارزين من بينهم الرائد سي عبد القادر عبد العزيز بوتفليقة والنقيب سي جمال شريف بلقاسم والملازم أول سي سليمان (التواتي).
وبعد إعلان وقف إطلاق النار بين الجزائر وفرنسا دخل إلى الجزائر مع ما سمي بمجموعة وجدة عبر تلمسان واستقر في وهران.
التحق في سنة 1964 بالقاهرة حيث استكمل دراسته الثانوية والجامعية وتخرج سنة 1970 من جامعة القاهرة قسم الصحافة والإعلام.
شارك سنة 1971 في مسابقة لوزارة الخارجية للتعيين في السلك الدبلوماسي وكان ترتيبه الأول وتدرج في السلك الدبلوماسي إلى أن حصل على درجة سفير وعين في سنة 1992 سفيراً للجزائر في السودان حيث لعب دوراً هاماً في تنقية أجواء العلاقات الجزائرية السودانية التي كان يشوبها التوتر.
وفي سنة 1994 عين في جامعة الدول العربية بدرجة مستشار للامين العام للجامعة حيث عمل مع الدكتور أحمد عصمت عبد المجيد وفي سنة 1997 ترقي إلى منصب أمين عام مساعد. ثم عين في سنة 2009 نائباً لعمرو موسى الأمين العام لجامعة الدول العربية في ذلك الوقت. وعندما تولى الدكتور نبيل العربي منصب أمين عام للجامعة في سنة 2011 جدد تعينه كنائب للامين العام. واحتل بن حلي موقع الرجل الثاني في جامعة الدول العربية، ليتابع بذلك الملفات السياسية والقضايا الساخنة التي تتعامل معها الجامعة.
وكان الأمين العام السابق عمرو موسى قد كلفه بتنظيم مؤتمر المصالحة للعراقيين بمقر الجامعة في نوفمبر 2005 والذي جمع مختلف التيارات العراقية بما فيها ممثلو المقاومة العراقية كما لعب دوراً هاماً مع مواطنيه السفير رمضان لعمامرة مفوض السلم والأمن بالاتحاد الأفريقي والسفير سعيد جنيت ممثل الأمين العام للأمم المتحدة لغرب أفريقيا في معالجة الأزمة الموريتانية التي اندلعت في سنة 2008 عقب الانقلاب العسكري الذي أطاح بالرئيس الموريتاني سيدي ولد الشيخ ويساهم السفير بن حلي في توسيع مجالات التعاون بين الجامعة والعالم الخارجي من خلال إقامة المنتديات مع الصين والهند وروسيا ودول أمريكا الجنوبية وغيرها.

## نشاطه الثقافي والفكري
نشر عدة مقالات في الجرائد الجزائرية وكان معروفاً بعموده الأسبوعي في جريدة الشعب الجزائرية تحت عنوان لكل مقام مقال، وهمسة من الأعماق. ألقى العديد من المحاضرات والندوات عن العمل العربي المشترك في أبعاده السياسية والأمنية والدولية.

## تكريم وأوسمة
يحمل وسام جيش التحرير الوطني الجزائري والعديد من الدروع والأوسمة تقديراً لنشاطه في مجال العمل العربي ومن ضمنها درع الدبلوماسي المثالي من منظمة الأفرواسييوي.

## وفاته
توفي أحمد بن حلي يوم الأحد 9 يوليو 2017 عن عمر ناهز 77 عامًا، وذلك في إحدى المُستشفيات في كندا حيث كان يتلقى العلاج من مرض عضال. وقد نعاه الأمين العام المساعد لجامعة الدول العربية، حسام زكي، عبر صفحته بموقع فيسبوك، فقال: «بمزيد من الحزن ننعي إلى كل أصدقائه وأحبائه الأخ السفير أحمد بن حلي، نائب أمين عام الجامعة العربية، بعد أن وافته المنية في كندا حيث كان يتلقى العلاج من مرض عضال».

## أقوال شخصيات
- سفير المملكة العربية السعودية لدى مصر أحمد عبد العزيز قطان: وفاة السفير الجزائري أحمد بن حلي خسارة كبيرة للجامعة وللعمل العربي المشترك.[3]